# Terremoto de las Molucas de 2023
El terremoto de las Molucas de 2023 se produjo el 10 de enero en alta mar, cerca de las islas Tanimbar (Indonesia), a una profundidad de 105,1 kilómetros (65 mi), con una magnitud de entre 7.6 y 7.9.

## Entorno tectónico
La actividad tectónica en Molucas del Norte está llena de fallas de subducción y de deslizamiento. Los terremotos de fuente intermedia a profunda con una profundidad focal de 60 km o superior se consideran demasiado profundos para generar directamente un tsunami significativo. El terremoto del Mar de Banda de 1938, un evento de magnitud 8,5-8,6 a profundidad intermedia, causó un tsunami relativamente pequeño (1,5 m (4,9 pies)). Un terremoto de magnitud 8,1 se produjo a unos 37 km al oeste en octubre de 1963. El terremoto importante más reciente antes del evento de 2023 se produjo en diciembre de 2012, con una magnitud de 7,1.

## Terremoto
El terremoto se produjo a las 02:47 (hora local de Indonesia) y tuvo una magnitud de 7,9 según la Agencia de Meteorología, Climatología y Geofísica (BMKG), mientras que el Servicio Geológico de Estados Unidos y el Centro Sismológico Euromediterráneo informaron de una magnitud de 7,6. El epicentro del sismo se situó a unos 430 kilómetros (267 mi) al sureste de la ciudad de Ambon y a 341 kilómetros (212 mi) al suroeste de Tual.

### Intensidad
Según el BMKG, el sismo se sintió con una intensidad máxima de VI (Fuerte) en algunas zonas de Yamdena, y con intensidad V (Moderada) en la ciudad de Saumlaki. También se sintió con una intensidad IV (Ligera) en las ciudades de Sorong, Kaimana, Waingapu, Waijelu y Tiakur, y en las islas de Alor y Lembata.

### Alertas de tsunami
La Agencia de Meteorología, Climatología y Geofísica emitió una alerta de tsunami para la región que posteriormente fue levantada. Las autoridades ecuatorianas, Peruanas y chilenas afirmaron que no había amenaza de tsunami para sus países.

### Efectos de suelo
Frente a la costa norte de Yamdena, se informó que una "isla" emergió del mar poco después del terremoto. Esto provocó el pánico entre los residentes, lo que provocó la evacuación temporal de un pueblo cercano. Las autoridades dijeron que ese fenómeno probablemente fue una erupción de un volcán de lodo.

## Impacto
Un submarinista murió tras ser golpeado por las rocas y el coral durante una inmersión. Otra persona resultó herida leve, mientras que ocho casas se derrumbaron y otras 84 sufrieron daños de leves a moderados en las islas Tanimbar. En la vecina regencia de Maluku Sudoccidental nueve casas y dos escuelas quedaron destruidas mientras que otras 23 sufrieron daños. En Selaru tres casas sufrieron daños reparables, mientras que el muro de una escuela secundaria se derrumbó. En la Regencia del Centro Sur de Timor unos 300 metros (984,3 pies) se agrietaron y combaron gravemente tras el terremoto, lo que afectó al transporte y bloqueó el acceso a cinco pueblos.
El sismo se sintió en lugares tan lejanos como Timor Oriental y el norte de Australia. Los informes sobre el sismo lo describen como un temblor fuerte y duradero, y algunas personas afirman que toda su casa temblaba y que podían oír el estruendo de la tierra.